# Cantone di Le Touvet
Il Cantone di Le Touvet era una divisione amministrativa dell'arrondissement di Grenoble.
A seguito della riforma approvata con decreto del 18 febbraio 2014, che ha avuto attuazione dopo le elezioni dipartimentali del 2015, è stato soppresso.

## Composizione
Comprendeva i comuni di:
- Barraux
- La Buissière
- Chapareillan
- Crolles
- La Flachère
- Lumbin
- Saint-Bernard
- Sainte-Marie-d'Alloix
- Sainte-Marie-du-Mont
- Saint-Hilaire-du-Touvet
- Saint-Pancrasse
- Saint-Vincent-de-Mercuze
- La Terrasse
- Le Touvet